# Ministrowie budownictwa okrętowego Wielkiej Brytanii
Ministrowie budownictwa okrętowego
| Minister      | Czas urzędowania                       |
| ------------- | -------------------------------------- |
| James Maclay  | 16 grudnia 1916 – 31 marca 1921        |
| John Gilmour  | 13 października 1939 – 3 kwietnia 1940 |
| Robert Hudson | 3 kwietnia 1940 – 14 maja 1940         |
| Ronald Cross  | 14 maja 1940 – 1 maja 1941             |

W 1941 r. urząd został połączony z Ministerstwem Transportu Wojennego.